# Radical 33
Le radical 33 (士), qui signifie érudit ou célibat, est un des 31 des 214 radicaux chinois répertoriés dans le dictionnaire de Kangxi composés de trois traits.
Le caractère Unicode de 士 est 58EB.

## Caractères avec le radical 33
| nombre de traits          | caractères  |
| ------------------------- | ----------- |
| Sans trait supplémentaire | 士          |
| 1 traits supplémentaires  | 壬          |
| 2 traits supplémentaires  | 壭          |
| 3 traits supplémentaires  | 壮          |
| 4 traits supplémentaires  | 壯 声 壱 売 |
| 5 traits supplémentaires  | 壳          |
| 6 traits supplémentaires  | 壴 壵       |
| 7 traits supplémentaires  | 壶          |
| 8 traits supplémentaires  | 壷 壸       |
| 9 traits supplémentaires  | 壹 壺 壻    |
| 10 traits supplémentaires | 壼          |
| 11 traits supplémentaires | 壽          |
| 12 traits supplémentaires | 壾 壿 夀    |
| 13 traits supplémentaires | 夁          |